# Posidippe
Posidippos ou Posidippe de Pella (en grec ancien Ποσείδιππος ὁ Πελλαῖος / Poseídippos o Pellaĩos) (310-240 av. J.-C.)  était un poète de la Grèce antique initié à l'orphisme. Il est né à Pella, capitale de la Macédoine. Il vécut quelque temps à Samos avant de venir à la cour de Ptolémée Ier puis de Ptolémée II à Alexandrie. Une inscription de Delphes contient un décret de proxénie le concernant (inscription datant de 276/275 av. J.-C.); il en est de même pour une inscription de Thermos en Étolie en 264 / 263 av. J.-C. Il était apparemment l'ami des poètes Hédylus de Samos et Asclépiade de Samos, qui était plus âgé que lui et dont il imita plusieurs épigrammes. Vingt-trois de ses poèmes sont inclus dans l’Anthologie grecque et quelques autres sont cités par Athénée dans ses Deipnosophistes.
Jusqu’en 2001, il était considéré que les seuls sujets traités par Posidippe étaient la boisson et l’amour. Cette année-là fut publié le Papyrus de Milan (P. Mil. Vogl. VIII 309) retrouvé dans le cartonnage d'une momie égyptienne datant de 180 av. J.-C. Ce nouveau papyrus contient les lambeaux d'environ 112 poèmes dont deux sont attribués avec certitude à Posidippe. Ces textes traitent de différents sujets dont la cour de la dynastie des Ptolémées, les pierres précieuses et la divination. La découverte de ces deux poèmes fait penser aux spécialistes que les autres poèmes de ce papyrus sont sans doute de Posidippe.

## Source
- (en) Cet article est partiellement ou en totalité issu de l’article de Wikipédia en anglais intitulé « Poseidippus of Pella » (voir la liste des auteurs).
- (en) « Posidippus », dans Encyclopædia Britannica [détail de l’édition], 1911 (lire sur Wikisource).
- (en) Kathryn J. Gutzwiller, The New Posidippus : A Hellenistic Poetry Book (lire en ligne)
- (it) G. Bastianini et C. Gallazzi, Papiri dell’Università di Milano : Posidippo di Pella. Epigrammi, Milan, LED Edizioni Universitarie, 2001, 262 p. (ISBN 88-7916-165-2)
- (it) C. Austin C et G. Bastianini (trad. du grec ancien), Posidippi Pellaei quae supersunt omnia, Milan, LED Edizioni Universitarie, 2002, 234 p. (ISBN 88-7916-193-8, lire en ligne)
- (it) Un Poeta Ritrovato. Posidippo di Pella. Giornata di studio : Milano 23 novembre 2001, Milan, LED Edizioni Universitarie, 2002, 78 p. (ISBN 88-7916-199-7)